# Familia Bellu
Familia Bellu (alternativ: Belu) a fost o familie românească originară din Pindul Macedoniei.
Nicolae Iorga, după preumblările sale în lungul și în latul țării, consemna în notele de călătorie că un scurt drum pe șoseaua ce se întinde dincolo de pustietatea pietroasă a Cricovului face să se vadă pe dealul din stânga ciudata culă cu clopotniță de biserică și livezi întinse a familiei Belu, grecește Bellios, cu titlul austriac de baronie, căpătat după ce vistierul cu acest nume al lui vodă Caragea întemeiase, pe o cale care a rămas în amintirea poporului, și o vistierie proprie. Acest colț de belșug boieresc și de mândrie stăpânitoare face parte din Urlații, cu numele-poreclă indescifrabil .
Cel mai vechi strămoș al ei, cunoscut, era George Bellio (începutul sec. XVIII). Acesta a avut o fată și doi băieți: Ion și Dumitru. Cel din urmă s-a căsătorit cu Despa (derivat din Despina, înrudit cu Despot, și însemna stăpâna/doamna), cu care a avut o fată și trei băieți: Gheorghe, Ștefan și Costache.
Primul care a venit în Țara Românească a fost Dumitru, care, așa cum spunea și Iorga, îl însoțise pe Ioan Gheorghe Caragea (1812-1818) și la venire și la plecare, ajungând în cele din urmă la Viena, unde Francisc I (1792-1835) l-a investit cu titlul de baron al Imperiului Austriac pentru serviciile aduse. Dar Dumitru Bellio moare necăsătorit, lăsând o imensă avere copiilor fratelui său Ștefan.
Ștefan venise și el în țară pe la începutul sec. al XIX-lea, se împământenise și-și schimbase numele în: Bellu. S-a căsătorit în cetatea Băniei cu Elena Bălcescu, cu care a avut, la rândul său, opt copii (cinci fete și trei băieți). Băieții: Costache a ajuns mare logofăt în timpul domniei lui Gheorghe Bibescu și s-a căsătorit cu Elena Mavrocordat); Dumitru (mare logofăt și el, chiar deputat). Obținea prin 1856 reînnoirea titlului de baron de Austria, atât pentru el, cât și pentru ceilalți doi frați) și Alexandru (de asemenea, mare logofăt, însurat cu Irina/ fiica Zincăi Paleologu și a banului Barbu Văcărescu/, a avut drept copii patru băieți: Ștefan, Barbu, Gheorghe și Costache/ultimii doi, morți la Paris, fără urmași/. Ștefan s-a căsătorit cu Elisa Știrbei (fata principelui Barbu Știrbei (1849-1853 și 1854-1856), fratele lui Gh. Bibescu).
Barbu Bellu (1825, Buc. - ?; fiul lui Alexandru și al Irinei/n. Văcărescu) a fost deputat în 1858 și ministru de instrucție și justiție în 1861, când prim ministru era vărul său Barbu Catargiu. În 1866, obținea reconfirmarea titlului de nobil austriac . 
Fiul său, tot Barbu, este cel care în 1927 a donat întregul complex Belu din Urlați, devenit secție a Muzeului de Istorie și Arheologie Prahova . Același Barbu B. Belu (Bellio) dăruia Bibliotecii Academiei Române, încă din 1913, un manuscris (inv. BAR sub nr. 4222) din versurile lui Iliad (Ion Heliade Rădulescu), scris cu alfabet de tranziție pe la mijlocul sec. al XIX-lea .